# Белли, Сезар
Сезар Аугусто Белли Михелон, известный как Сезар Белли (род. 16 ноября 1975 года в Бебедору (Сан-Паулу)) — бразильский футболист, который играл на позиции центрального защитника.

## Клубная карьера
Сезар Белли начал свою карьеру в «Понте-Прета» в 1992 году, где играл до 1995 года. Из «Понте-Прета» он перешёл в «Португеза Деспортос». В клубе из Сан-Паулу он играл до 1999 года. В этот период он стал вице-чемпионом Бразилии в 1996 году, проиграв в финале «Гремио».
Хорошая игра стала поводом его переезда в Европу. В сезоне 1999/2000 он выступал во французском ПСЖ, где занял второе место в чемпионате Франции. Не сумев завоевать место в основном составе, он отправился в другой французский клуб, «Ренн». В «Ренне» Сезар Белли играл в течение двух лет.
После возвращения в Бразилию в течение года он играл в «Палмейрасе». В 2003 году он перешёл в состав соперника «Палмейраса», «Коринтианс», с которым стал чемпионом штата Сан-Паулу — Лига Паулиста 2003 года.
В 2004 году он решился вернуться в Европу, на этот раз в испанский «Тенерифе» из второго дивизиона. За клуб с Канарских островов он играл два с половиной года.
После возвращения на родину в следующем году Сезар Белли играл за «Атлетико Паранаэнсе», «Форталезу» и «Понте-Прета».
В 2009 году Сезар Белли играл в клубе Серии D, «Миксто», где и закончил свою карьеру.

## Национальная сборная
В 1995 году Сезар Белли сыграл два матча за молодёжную сборную Бразилии на чемпионате мира 1995 года: на групповом этапе против Катара (победа 2:0) и в финале против Аргентины (поражение 2:0). Причём в обоих матчах он был удалён в середине второго тайма.
Сезар Белли дебютировал за сборную Бразилии 3 февраля 1998 года, выйдя на 83-й минуте матча со сборной Ямайки вместо Гонсалвеса. Игра проходила в рамках Золотого Кубка КОНКАКАФ, в котором Бразилия заняла второе место. В 1999 году он выиграл Кубок Америки по футболу 1999 года, но не участвовал ни в одной игре. Последний матч в сборной Сезар Белли сыграл 30 июля 1999 года против Новой Зеландии на Кубке конфедераций, на котором Бразилия заняла второе место. Два года спустя он был снова вызван в сборную на Кубок конфедераций, но не сыграл ни одной игры, в итоге число его матчей за сборную остановилось на восьми.